# Демет Акбаа
Демет Акбаa (на турски: Demet Akbağ) е турска актриса.
Родена е на 23 декември 1959 година в Денизли в кюрдско-юрушко семейство. В началото на 80-те години започва да играе в театъра, а по-късно също в телевизията и киното. Участва във филми, като „Vizontele“ (2001), „Neredesin Firuze“ (2004), „Мале, мале 2“ („Eyyvah Eyvah 2“, 2011), „Зимен сън“ („Kış Uykusu“, 2014).